# Charbonnel et Walker
La Charbonnel et Walker Ltd.è un'azienda inglese produttrice di specialità dolciarie fondata a Londra nel 1875. In quell'anno il Principe di Galles (poi divenuto Re Eduardo VII) spinse la francese Madame Virginie Eugenie Charbonnel a lasciare la fabbrica di cioccolato Maison Boissier di Parigi dove lavorava per formare una partnership con la britannica Mary Ann Minnie Walker in Inghilterra: nacque così la Parisian Confectioners and Bon-Bon Manufacturers. Nel 1878 la collaborazione tra le due donne si interruppe e Minnie Walker decise di proseguire l'attività cambiando nome all'azienda in Charbonnel et Walker.

## Storia
La causa principale della fine della partnership tra Mary Ann Walker e Virginie Charbonnel fu probabilmente dovuta al matrimonio di quest'ultima, avvenuto nel novembre 1877, con Samuel Arthur Levy, e della sua conseguente decisione di tornare a Parigi, dove, insieme col marito, aprì un negozio di vendita di prodotti di pasticceria e dolciumi denominato Charbonnell et Cie. Virginie Charbonnel però non apprezzò il fatto che Minnie Walker avesse deciso di proseguire l'attività di cui lei era stata cofondatrice ancora sotto il suo nome pur non essendone ormai più coinvolta, e così, appoggiata dal marito, intraprese una causa giudiziaria per tentare di bloccarla. Il tribunale però sentenziò che  non vi era alcuna motivazione plausibile per accogliere le richieste di Charbonnel e Levy, in quanto Minnie Walker aveva rilevato i diritti e le proprietà materiali del business, e inoltre l'azienda della Charbonnel si trovava in Francia, quindi sotto un market place diverso da quello inglese di proprietà di Minnie Walker. Nel frattempo in Inghilterra anche la Walker nel aveva contratto poco prima matrimonio con un impresario francese di prodotti dolciari (il quale si occupò della vicenda legale al posto della moglie), Albert Alphandery, con cui portò avanti l'impresa. Nel 1881 mentre si trovavano in Jersey (regione in cui la Walker era nata) fu vittima di un incidente stradale, e la società, a causa della sua costrizione a circa due mesi di inattività lavorativa, risentì pesantemente dei mancati introiti dovuti alla sua assenza nella gestione. Albert Alphandery chiese alle autorità locali un risarcimento danni di £1000 dell'epoca (circa £85.000 di oggi), ma scomparve nel giugno 1882, quasi certamente a causa dei postumi dell'episodio. La stessa Minnie Walker scomparve a Saint Clement (sempre nel Jersey) ad un anno esatto dal decesso del marito, nel giugno 1883, all'età di trentadue anni, a causa di una febbre cerebrale. Lasciò agli eredi una somma pari a £12.081 (ovvero oltre un milione di sterline al cambio di oggi). Nonostante la morte dei proprietari, la Charbonnel et Walker non cessò l'attività: la fama di azienda produttrice di alimenti dolciari di alta gamma e i suoi lussuosi locali situati nella New Bond Street londinese (frequentati soprattutto da esponenti di una ceto borghese) avevano ormai fatto breccia in una fascia aristocratica dell'Inghilterra e l'azienda era diventata anche una delle favorite della famiglia reale inglese (la quale le conferì il titolo onorifico del Royal Warranty). La Charbonnel passò di mano nel 1894 e il sito produttivo fu spostato a Tunbridge Wells, ma l'attività della ormai ultracentenaria società è rimasta sostanzialmente quella delle origini.

## Situazione attuale
Charbonnel et Walker Ltd., che oggi è una sussidiaria interamente controllata dalla Richmond Corporation Limited, ha realizzato nel 2019 un turnover di £17,533 milioni (di cui £13,533 nel mercato del Regno Unito e £4,026 milioni nel resto del mondo) e generato utili per £1,427 milioni. La compagnia è una sussidiaria della società inglese Richmond Corporation Limited, a sua volta controllata dalla Madera Investments Limited con sede nelle Isole Cayman e impiega 170 dipendenti.

## Prodotti e linee di Charbonnel et Walker
By Occasion and from Collection 2020 
| Birthday Gifts                 | Best of British Signature Chocolate and Truffle Selection, Union Flag Milk Sea Salt Caramel Truffles, Lemon Truffles, Trio of Almonds Gift Set, Victorian Inspired Gift Box, Milk Sea Salt Caramel Thins - New Larger Sized Gift, Mini Sea Salt Trio with Pink Himalayan Truffles, Coconut Truffles, Vanilla Raspberries, Original Drinking Chocolate, Crystallised Ginger, Milk Marc de Champagne Truffles, Strawberry Truffles, Pink Marc de Champagne Truffle Heart, Summer House Fine Chocolate Selection |
| Thank You Gifts                | Milk Sea Salt Caramel Truffles, Best Of British Signature Chocolate And Truffle Selection, Vanilla Raspberries, Pink Himalayan Salted Caramel Truffles - Double Layer, Mini Sea Salt Trio with Pink Himalayan Truffles, Milk Chocolate Orange Thins, Milk Sea Salt Caramel Thins - New Larger Sized Gift, Pistachio Truffles, Victorian Inspired Gift Box, Trio Of Almonds Gift Set, Milk Sea Salt Gianduja Truffles, Vanilla Raspberries, Pink Himalayan Salted Caramel Truffles, Luxury Sea Salt Trio Gift Set, Original Drinking Chocolate, Crystallised Ginger, Milk Marc De Champagne Truffles, Strawberry Truffles, Decadent Sea Salt Caramel Hamper!, Sea Salt Caramel Truffle Assortment, Boite Marine, Milk Sea Salt Caramel Truffles Luxury Box,Thank You Hamper, Union Flag Milk Sea Salt Caramel Truffles |
| Wedding Gifts                  | Milk Marc de Champagne Truffles, Mini Sea Salt Trio with Pink Himalayan Truffles, Victorian Inspired Gift Box, Marc de Champagne Truffle Trio, Pink Marc de Champagne Truffle Heart |
| Easter (2020)                  | Easter Bunny, Adorable Milk And White Chocolate Sheep, Lemon Truffle Eggs Oval Box, Dark Chocolate Easter Egg Filled With Fine Dark Chocolates, Coconut Thins, Milk Sea Salt Caramel Thins - New Larger Sized Gift, Dark Chocolate Abstract Art Egg, Pink Marc De Champagne Mini Heart, Gold Milk Sea Salt Handbag And Heels, Union Jack Sea Salt Caramel Milk Chocolate Bar - Butler's Pantry Collection, Best Of British Signature Chocolate And Truffle Selection, White Mini Heart With Milk Chocolate Marc De Champagne Truffles, Sea Salt Caramel Truffle Mini Heart, Milk Chocolate Handbag & Heels (Pink), Original Drinking Chocolate, Crystallised Ginger, Milk Marc De Champagne Truffles, Pink Marc De Champagne Truffles, Red Mini Heart With Milk Marc De Champagne Truffles, Milk Sea Salt Caramel Truffles, Lemon Truffles, Classic Dark Chocolate Rose & Violet Easter Egg, Milk Chocolate Easter Egg With Milk Chocolates, Milk Sea Salt Gianduja Truffles                                               |
| Children’s Easter Gifts (2020) | Peter Rabbit White Chocolate Bar, Peter Rabbit Easter Egg, Peter Rabbit Seven Piece Mini Chocolate Bar Set, Lemon Truffle Eggs Oval Box, Adorable Milk And White Chocolate Sheep, Easter Bunny |
| Dinner Party Gifts             | Dark Chocolate Mint Thins, Victorian Inspired Gift Box, Milk Chocolate Orange Thins, Mini Sea Salt Trio With Pink Himalayan Truffles, Coconut Thins, Coconut Truffles, Vanilla Raspberries, Summer House Fine Chocolate Selection, Billionaire's Truffles, Whisky Truffles, Strawberry Truffles, Pink Marc De Champagne Truffles, Crystallised Ginger, Original Drinking Chocolate, Trio Of Almonds Gift Set, |
| Hampers                        | Original Drinking Chocolate, Crystallised Ginger, Decadent Sea Salt Caramel Hamper, The Best Of British, Thank You Hamper |
| Chocolate Boxes                | Best Of British Signature Chocolate And Truffle Selection, Union Jack Sea Salt Caramel Milk Chocolate Bar - Butler's Pantry Collection, Vi Inspired Gift Box Black & White, Milk Sea Salt Caramel Thins - New Larger Sized Gift, Sea Salt Almonds, Milk Chocolate Orange Thins, Coconut Thins, Vanilla Raspberries, Summer House Fine Chocolate Selection, Sea Salt Pistachios, Dark Chocolate Mint Thins, Boite Rouge, Boite Marine |
| Chocolate Truffles             | Best Of British Signature Chocolate And Truffle Selection, Union Flag Milk Sea Salt Caramel Truffles, Milk Sea Salt Caramel Truffles Luxury Box, Milk Sea Salt Gianduja Truffles, Lemon Truffles, Pistachio Truffles, Victorian Inspired Gift Box, Mini Sea Salt Trio With Pink Himalayan Truffles, Pink Himalayan Salted Caramel Truffles, Pink Himalayan Salted Caramel Truffles - Double Layer, Coconut Thins, Coconut Truffles, Sipsmith Gin Truffles, Pink Marc De Champagne Truffles, Pink Marc De Champagne Truffle Heart, Milk Marc De Champagne Truffles, Dark Marc De Champagne Truffles, Marc De Champagne Truffle Trio, Marc De Champagne Mini Truffle Trio, Luxury Sea Salt Trio Gift Set, Sea Salt Caramel Truffle Assortment, Milk Sea Salt Caramel Truffles, Milk Caramel Praline Sea Salt Truffles, Dark Sea Salt Caramel Truffles, Union Flag Milk Sea Salt Caramel Truffles, Sea Salt Caramel Truffle Mini Heart, Billionaire's Truffles, Strawberry Truffles, Whisky Truffles, Dark Chocolate Truffles |
| The Grand Ballroom             | Dark Chocolate Mint Thins, Our Fine Rose & Violet Creams , Fine Dark Chocolate Chip Shortbread Biscuits, Salted Caramel Shortbread Biscuits, Sea Salt Hazelnuts, Sea Salt Almonds, Milk Chocolate Orange Thins, Crystallised Ginger, Original Drinking Chocolate, Milk Sea Salt Caramel Thins - New Larger Sized Gift |
| Special Offers from Charbonnel | The Winter House - Fine Chocolate And Truffle Selection, Our Fine Dark & Milk Chocolate Selection - The Grand Ballroom, Union Flag Fine Chocolate Selection, Cocoa Dusted Almonds, Our Fine Dark Chocolate Selection |
| Chocolate Bars                 | Union Jack Sea Salt Caramel Milk Chocolate Bar - Butler's Pantry Collection, Butler's Pantry Collection, Peter Rabbit White Chocolate Bar, Peter Rabbit Seven Piece Mini Chocolate Bar Set |